# Tony Hawk's Pro Skater 4
Tony Hawk's Pro Skater 4 är ett sportspel där man åker skateboard. Spelet lanserades 2002-2003, på olika spelkonsoler.

## Figurer
- Tony Hawk
- Rodney Mullen
- Chad Muska
- Bob Burnquist
- Steve Caballero
- Kareem Campbell
- Andrew Reynolds
- Geoff Rowley
- Rune Glifberg
- Eric Koston
- Bucky Lasek
- Bam Margera
- Elissa Steamer
- Jamie Thomas
- Eddie the Head (Iron Maidens maskot)
- Mike Vallely
- Jango Fett
- Daisy

## Banor
- College
- San Francisco
- Alcatraz
- Kona
- Shipyard
- London
- Zoo
- Carnival
- Chicago

Man kan även skapa sin egen park.